# Dunalia dombeyana
Dunalia dombeyana là loài thực vật có hoa trong họ Cà. Loài này được (Dunal) J.F.Macbr. mô tả khoa học đầu tiên năm 1962.